# Sympetrum navasi
Sympetrum navasi là một loài chuồn chuồn ngô thuộc họ Libellulidae. Nó được tìm thấy ở Bénin, Botswana, Bờ Biển Ngà, Gambia, Ghana, Kenya, Liberia, Malawi, Namibia, Nigeria, Sierra Leone, Uganda, Zambia, Zimbabwe, có thể Burundi, và có thể Tanzania. Các môi trường sống tự nhiên của chúng là đất ngập nước với cây bụi là chủ yếu, đầm lầy, đầm nước ngọt, và đầm nước ngọt có nước theo mùa.